# ラムゼイ・マクドナルド
ジェームズ・ラムゼイ・マクドナルド（英: James Ramsay MacDonald FRS、1866年10月12日 - 1937年11月9日）は、スコットランド出身のイギリスの政治家。労働党党首（1911年 - 1914年、1922年 - 1931年）、イギリス首相（1924年、1929年 - 1935年）。イギリス史上初の労働党出身の首相。出生名はジェームズ・マクドナルド・ラムゼイ（James McDonald Ramsay）。

## 生涯

### 生い立ち
スコットランド・マレーのマレー湾沿岸の港町ロシーマス出身。農場労働者のジョン・マクドナルドと家政婦のアン・ラムゼイの間に私生児として生まれた。
地元ロシーマスのスコットランド自由教会の学校で初等教育を受け、その後ドレーニー教区学校で学んだ。1881年に15歳で学校を辞め、農場で働き始め、ドレーニー教区学校の生徒教師にも任命された。1885年にはブリストルに移り、同地でヘンリー・ハインドマンが設立した民主連盟に参加した。民主連盟はその数ヵ月後に社会民主連盟（Social Democratic Federation）に名称を変更した。ブリストルの一派がSDFを脱退して社会主義連合（Socialist Union）に加盟し、ブリストル社会主義協会（Bristol Socialist Society）となっても一派に残った。

### ロンドン移住と社会主義への傾倒

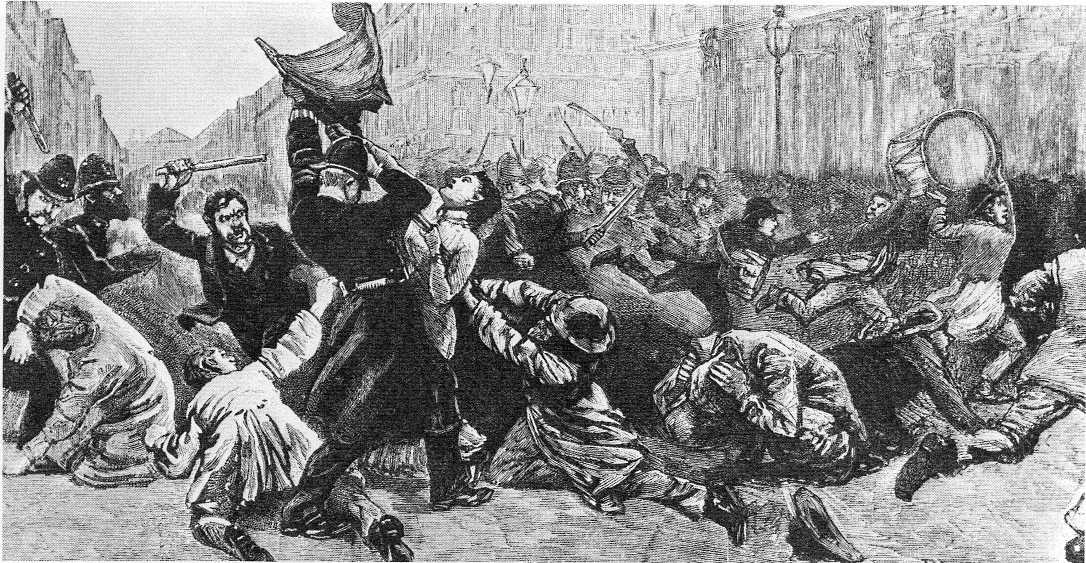
1887年血の日曜日事件

1886年、ロンドンに移住。封筒の宛名書きの仕事を見つけたが、わずか4週間で失業し、同年5月には倉庫で請求書係として働くことになった。この間、社会主義に関する見識を深め、社会民主連盟とは異なり議会制度を通じて社会主義の理想を進展させることを目的としたC・L・フィッツジェラルドの社会主義連合に精力的に参加していた。1887年11月13日にトラファルガー広場で起きた血の日曜日事件を目撃し、『Remember Trafalgar Square: Tory Terrorism in 1887』と題された冊子を出版した。
故郷のスコットランドの政治にも関心を持ち続けていた。ウィリアム・グラッドストンが提出したアイルランド自治法案をきっかけとしてエディンバラにスコットランド自治協会（Scottish Home Rule Association）が設立されたのち、1888年3月6日、マクドナルドはロンドン在住のスコットランド人の会合に参加し、マクドナルドの提案によりスコットランド自治協会ロンドン委員会が設立された。ロンドン委員会は暫くの間スコットランドの自治を主張していたが、ロンドン在住のスコットランド人にはほとんど支持されなかった。しかし、マクドナルドはスコットランドの政治や自治への関心を失わず、1921年に出版された自著『Socialism: critical and constructive』の中で、「スコットランドの英国化（anglification）が急速に進み、スコットランドの教育、音楽、文学、才能が損なわれ、英国化の影響下で育った世代は、過去から引き離されている」と述べている。
ただし、1880年代のマクドナルドは、政治より学業を重視していた。1886年から翌年にかけて、バークベック文理学園（Birkbeck Literary and Scientific Institution）（現・ロンドン大学バークベック校）で植物学、農学、数学、物理学などを学んだが、試験の1週間前に過労で突然体調を崩し、学者への道は絶たれた。 しかし、その後、1895年に同研究所のガバナーに任命されるなど、バークベックとの後年まで関わりは続いた。
1888年、急進派の政治家トマス・ラフの私設秘書になる。 ラフは1892年にウェスト・イズリントン選挙区より自由党所属の庶民院議員に選出された。マクドナルドは、ナショナル・リベラル・クラブや自由主義・急進主義の新聞社の編集部に出入りできるようになり、急進主義や労働者の政治家が集まるロンドンの様々な急進主義クラブにも顔を出すようなり、選挙活動について経験を積んだ。間もなくラフの秘書を辞し、フリーランスのジャーナリストとして活動し始めた。また、暫くの間フェビアン協会の会員として、ロンドン・スクール・オブ・エコノミクスで講演を行った。

### 労働党の政治家として
1893年、社会主義政党の独立労働党に入党した。党内では労働党代表委員会の主事、初代労働党書記長を務めた。1895年に庶民院議員に立候補するも落選したため、ジャーナリストを続ける。
1903年、自由党幹部ハーバート・グラッドストンと交渉して、自由党とリブ・ラブ合意（30選挙区で両党はお互い対立候補を立てないという秘密協定）を結ぶことに成功した。
1906年、レスター選挙区から庶民院議員初当選を果たした。

1911年には労働党党首に就任するが、1914年に第一次世界大戦が勃発すると、平和主義者のマクドナルドはそれへの参戦に反対し、党首の座を追われた。第一次世界大戦後の1922年に労働党党首選挙がなされることになり、マクドナルドはそれに立候補した。現党首ジョン・ロバート・クラインスを破って、マクドナルドが当選し再度党首に就任した。

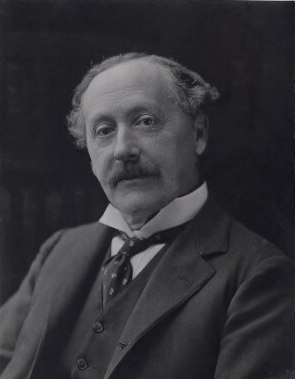
マクドナルドは自由党幹部ハーバート・グラッドストン（ウィリアム・グラッドストン首相の子）と選挙上の秘密協定を結び、党内で支持を得た。
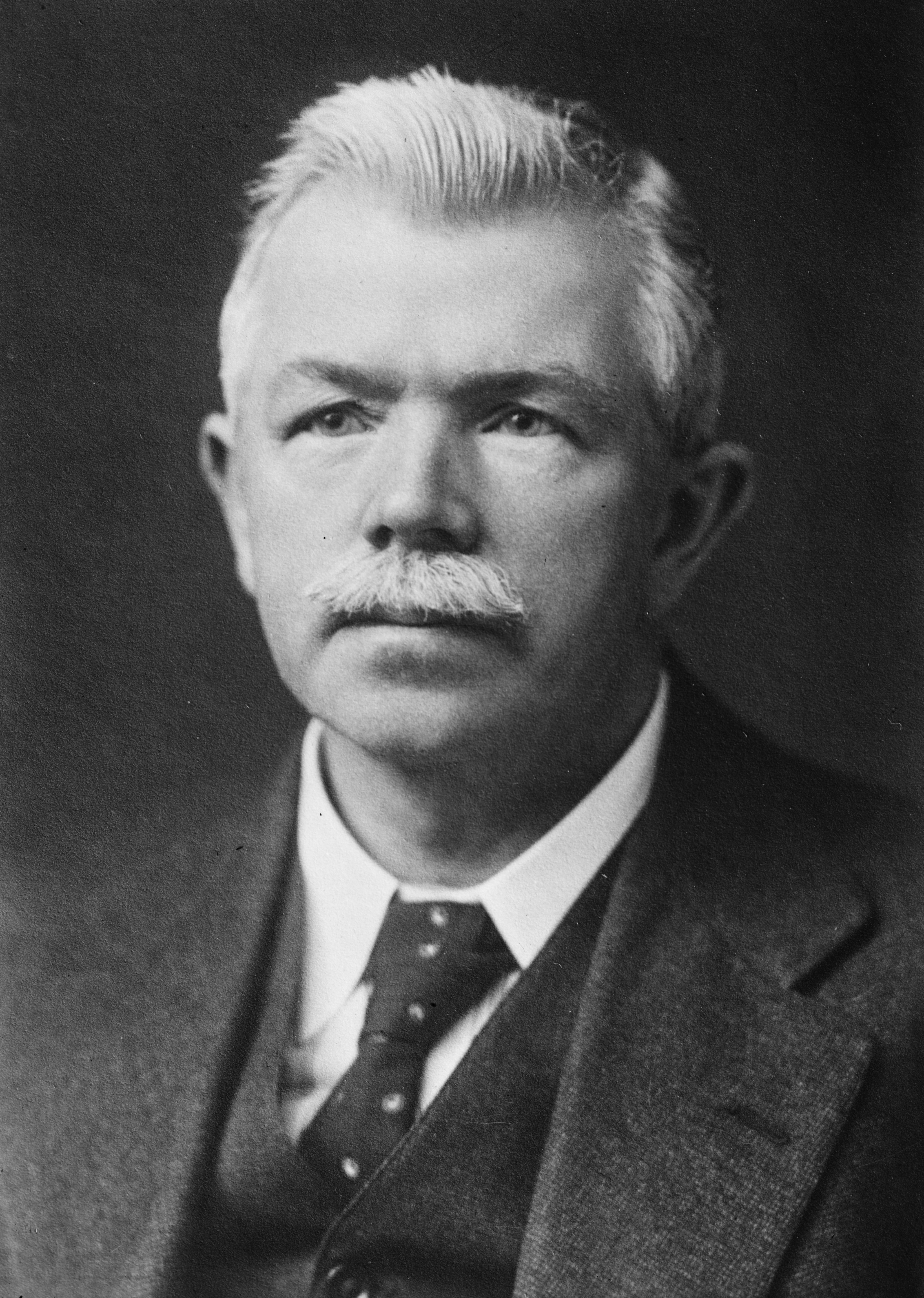
ジョン・ロバート・クラインス
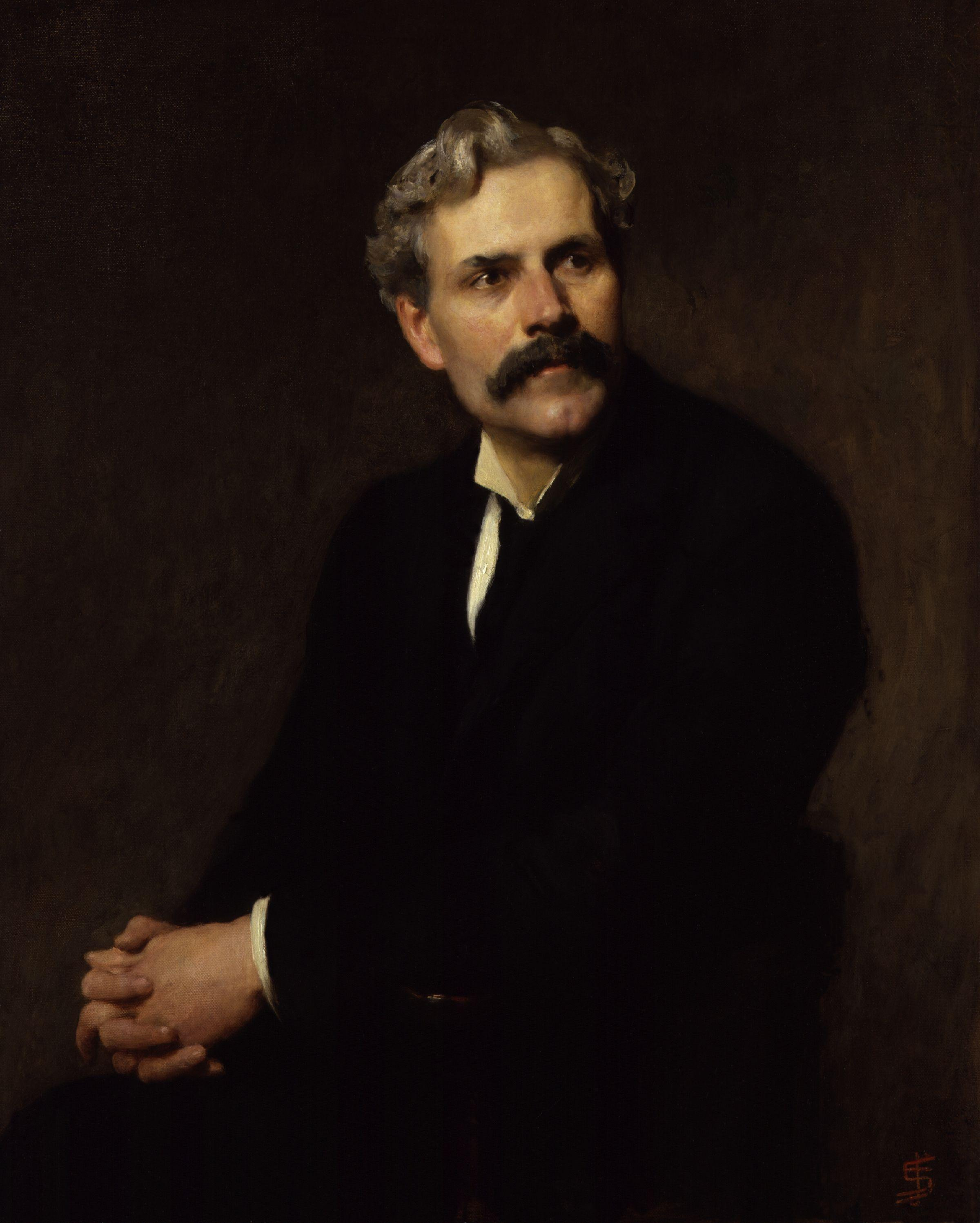
マクドナルド（1911年） 作：ソロモン・ジョセフ・ソロモン

### 史上初の労働党政権の発足

1923年イギリス総選挙後の党派別議席割合。三党鼎立の様相となった。青が保守党、赤が労働党、黄が自由党。いずれの政党も過半数を制しておらず、第三党の自由党がキャスティング・ボートを握った。

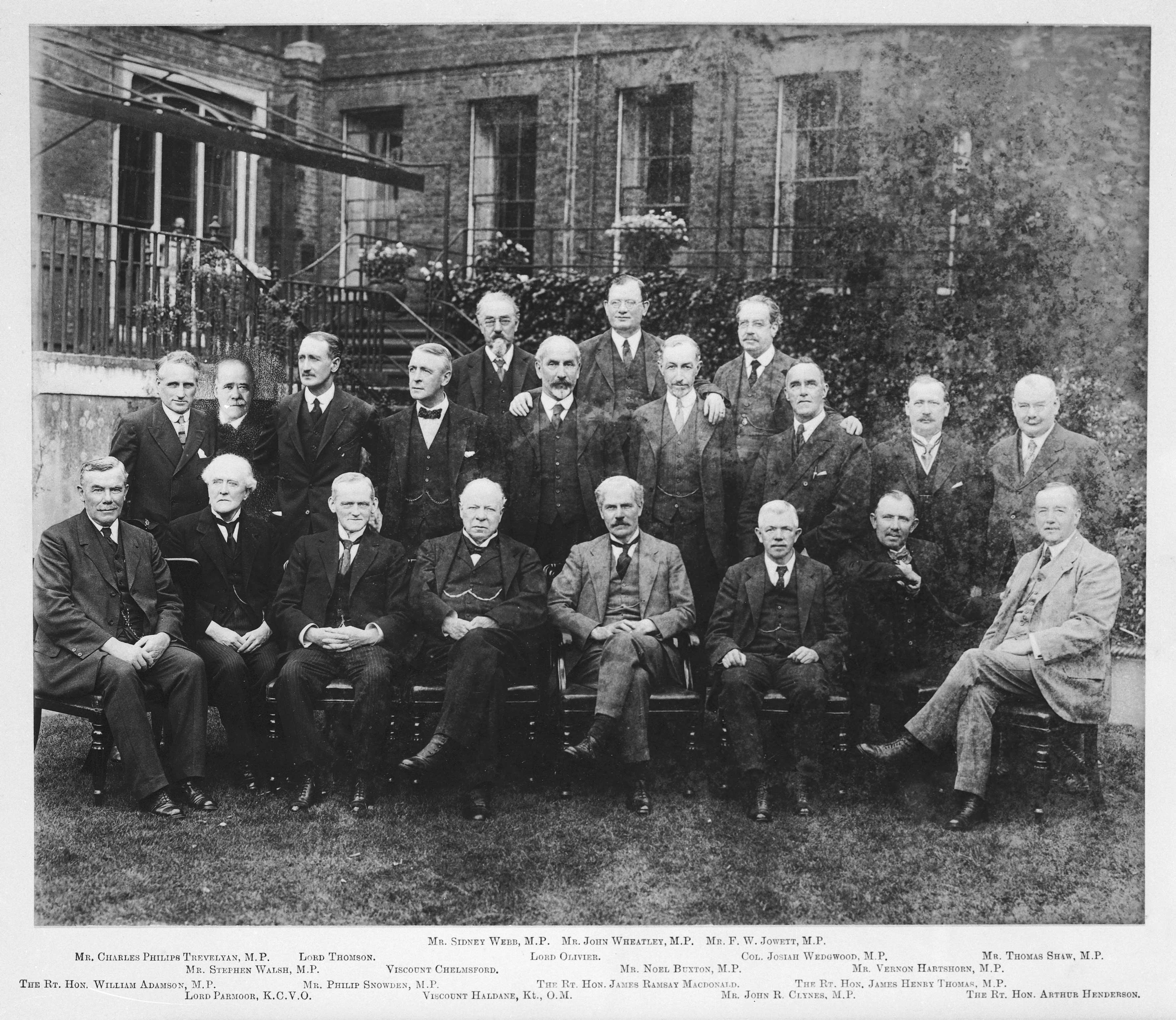
第一次マクドナルド内閣の集合写真。

保守党出身の首相、アンドルー・ボナー・ローが病のため1923年に退陣し、同じく保守党のスタンリー・ボールドウィンが新首相に就任、第一次ボールドウィン内閣が発足した。ボールドウィンは、かつてジョゼフ・チェンバレンが提唱した、後のブロック経済の先駆のような政策である帝国特恵関税制度の支持者で、外国製品に輸入関税を課すことを主張した。保守党内の党内抗争もあり庶民院は解散され、総選挙となった（1923年イギリス総選挙）。労働党と自由党はこの選挙で共闘し、ボールドウィンの主張する保護貿易によって食糧価格が高騰すると有権者に訴えた。1923年総選挙の結果、保守党が第一党、労働党が第二党、自由党が第三党となったが、いずれの政党も庶民院の過半数を制することができず、三党鼎立の様相となった。この結果を受けてボールドウィンは総辞職しようとしたが、国王の説得もあり、庶民院での信任投票までは手を組むべき政党を引き続き模索することとした。
年が明けた1924年1月、新議会が招集された。前首相のハーバート・ヘンリー・アスキス率いる自由党は、労働党政権発足に協力する姿勢を見せた。アスキスはこれまでの経緯（ロイド・ジョージ連立政権）から保守党と連立するのは気乗りしないうえに、「労働者の政党（労働党）から政権の機会を奪うために、資本家の政党（自由党・保守党）が野合した」と国民から取られかねないと考えていた。そのため、21日、自由党は労働党と庶民院で協力し、保守党は信任投票に敗れた。
翌日、ジョージ5世はマクドナルドに組閣の大命を降下し、第一次マクドナルド内閣発足の運びとなった。ボールドウィン率いる保守党は下野することになった。しかし自由党内には、閣外協力によって社会主義政権がイギリスに誕生することに不満を持つ者もおり、自由党右派のウィンストン・チャーチルは党を離党した。
マクドナルドや閣僚（ジェームズ・ヘンリー・トマス植民地相）が国王から好感触を得たことで、労働党は組閣がやりやすくなった。たとえば労働党のツテの乏しい宮中人事が難航したが、国王側近の初代スタンフォーダム男爵アーサー・ビッグが「宮中人事刷新の慣習はもはや時代遅れ」と助け舟を出し、宮中人事は内閣とは別に常任官職とすることで乗り切った。（以後、「宮廷職は常任官職」という慣習が成立した）また労働党は貴族院にも人材のつながりが乏しく苦心したが、自由党から移籍を考えていた政治家を次々とスカウトしていき、人材不足に対処した。
マクドナルドは首相在任中、労働党主流派とも一線を画し、いわゆる劇場型の政治を展開した。マクドナルドはカリスマ型の指導者であった。また、これまでの他の労働党党首とは異なり、労働組合との距離を置いた。

#### 内政・外交
マクドナルド内閣は失業手当の増額や、労働者向けの賃貸住宅の建設を進め、さらに「税なしの朝食」というキャッチコピーを掲げ、コーヒー・砂糖などに掛かる関税の減税を図った。しかし自由党の閣外協力に依存しているという立場上、労働党が掲げていた生産手段（基幹産業）の国有化は、自由党の離反を招きかねなかったので実行しなかった。
外交では、ソ連との国交を樹立した。マクドナルドは共産主義革命（及びコミンテルンを通して各国を共産化させる行為）に反対していたが、ソ連との友好関係の構築自体は、平和をもたらすものであるとした。マクドナルド内閣は、1924年4月14日から対ソ一般条約締結を目的とした交渉をロンドンで開始した。8月5日まで続いたこの交渉自体はイギリス人財産賠償問題を巡って決裂した。しかしその直後に労働党左派議員が非公式に調停者になって英ソ間の仲立ちをして、8月8日には対ソ一般条約が締結される運びとなった。この一件に対して、保守党と自由党は、労働党内の左派議員が政府に圧力をかけて条約を調印させたのではないかとの疑念を抱いた。保守党のボールドウィンは「労働党は過激主義者によって服従させられている」と批判し、国王ジョージ5世もニコライ2世を処刑したソ連との友好には反対していた。
マクドナルド内閣では、労働党内の急進左派の存在が保守党や自由党に問題視された。急進左派勢力であるクライド・サイダーは過激な左派政策を主張していたが、マクドナルドは労働党に政権担当能力があることを国民に示す必要があると考えており、漸進主義に立脚して慎重に社会改良政策を進め、急激な改革の実行は避けた。
保守党党首のボールドウィンは、労働党の掲げる漸進的な社会改良主義は、共産主義とは別物と考えており、労働党に対して一定の理解を示していた。国王側近の初代スタンフォーダム男爵は、「ボールドウィンは首相マクドナルドを好み、信頼している。彼はしばしば首相と興味のある話をしていた。彼は首相が共産主義に対して冷静に断固として反対するであろうと考えていた」と評している。

#### 内閣瓦解

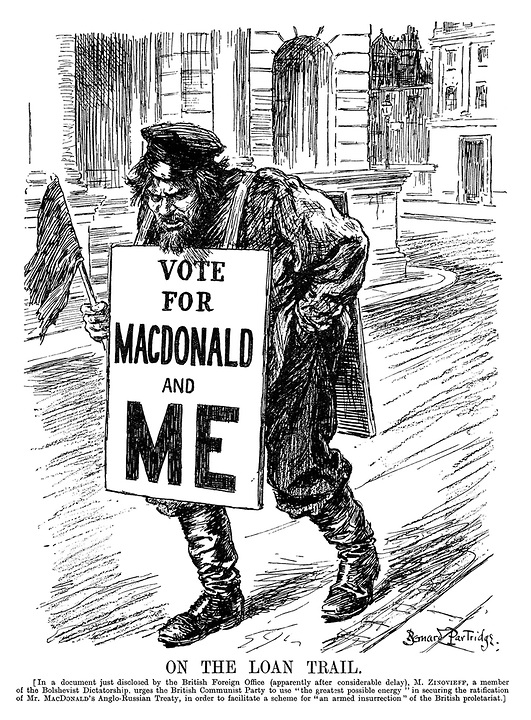
ジノヴィエフ書簡事件を描いたカリカチュア。ボリシェヴィキが『マクドナルドと私に投票しろ』と書かれたパネルを身に着けている。

ソ連との国交樹立やキャンベル事件を巡って、労働党内の急進左派の存在を問題視した自由党と保守党が連携し、内閣は議会で敗北したため、マクドナルドは庶民院を解散し、総選挙に打って出た（1924年イギリス総選挙）。選挙期間中にソ連のコミンテルンがイギリス共産党に武装蜂起を指示したとする怪文書（ジノヴィエフ書簡）が新聞に掲載され、左翼勢力は国民から警戒されるようになった。選挙の結果、保守党が庶民院の過半数を制し、1929年まで続く第二次ボールドウィン内閣が発足した。マクドナルド内閣は10か月で崩壊し、労働党は下野した。なおジノヴィエフ書簡事件の真相について、イギリスに社会主義政権が誕生することを嫌ったMI6による政治工作であったことが、近年明らかになっている。
第一次マクドナルド内閣は、党内の急進左派のみならず、党内右派からも批判された。右派のアーネスト・ベヴィンは、第一次マクドナルド内閣瓦解の理由について、労働党が庶民院の過半の議席を制しておらず少数与党で、自由党の閣外協力に依拠していたためとし、労働党が議席の過半数を制するまでは、政権の座に就くべきでないと主張した。ベヴィンは、労働党党首をマクドナルドからアーサー・ヘンダーソンにすげ替える政治工作も企図していたが失敗に終わった。
保守党のボールドウィンは「近い将来自由党は消滅し、左右両党の二大政党の時代（「保守党」対「労働党」の時代）になると思われるが、労働党から共産主義者は排除されなければならない」と述べた。

### 1926年のゼネストをめぐって

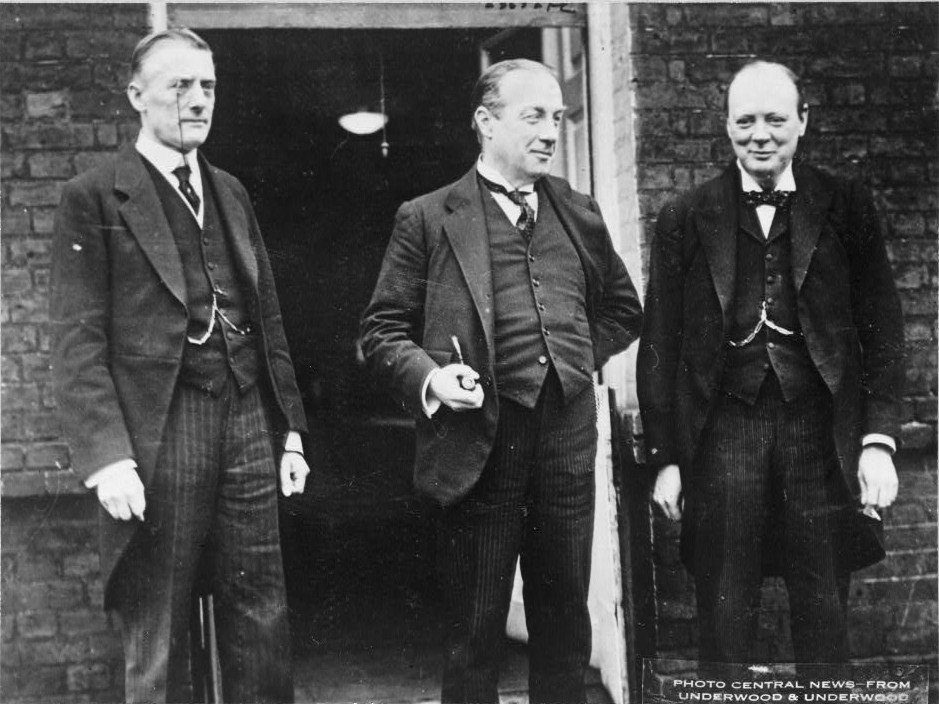
保守党のチェンバレン、ボールドウィン、チャーチル（左から）。

自由党から保守党に移党したチャーチルは、第二次ボールドウィン内閣において蔵相として入閣した。チャーチルは、かつての強いイギリス経済を取り戻したいと考えており金本位制への復帰を企図した。これに対し経済学者のジョン・メイナード・ケインズは経済の混乱をもたらすだけだとして批判し、論争が生じた（金本位制復帰論争）。しかしチャーチルは金本位制への復帰を強行した。金本位制の復帰によってポンド高がもたらされ、イギリスの輸出産業は被害を受けたが、中でも石炭産業が大きな打撃を受けた。またフランス軍のルール占領問題の解決の糸口が見え、ルール地域の炭鉱の営業が再開したことも、イギリスの石炭産業に悪影響を与えた。
炭鉱経営者は経営の合理化の必要性に迫られ、1925年6月に組合側に対し7時間労働制の破棄・賃金切り下げを行うことを通告した。これに対して組合側は、経営者側の行為は容認できないとしてゼネストを表明した。このゼネスト表明に対して首相のボールドウィンは、調査委員会による調査が終わるまで、賃金切り下げ分の補助金を政府が支払うという案を提示した。
委員会は問題の調査を行い、炭鉱施設は老朽化しており、設備投資によって施設が近代化し、利潤を上げられるようになるまでの「一時的な賃金の切り下げ」が必要であるとする勧告を提示した。労働組合会議の総評議会はこの勧告の受理を拒否し、1926年5月にゼネストに突入、全国の炭鉱ではロックアウトが実行された。このゼネストは半ば政府に挑発されて決行したようなもので、組合側はストの準備がまるで整っていなかった。一方政府側は、委員会の調査期間の間に、スト破り工作などの準備を進めていた。
首相のボールドウィンは、このゼネストは違法行為であると主張し、「内乱の様相を呈している」「暴力でイギリスの法の支配の原則を破壊しようとする試みである」と国民に訴えた。これに対し総評議会は政治的ストライキではないと反論した。ゼネストは国民の支持を得られず、9日間で終結したが、鉱山労働組合は政府に屈しようとせず、単独で半年に渡り労働争議を続行した。
労働党党首のマクドナルドは、ゼネストを起こした労働者に同情しつつも、「労働党は暴力革命を肯定している」と見なされることを警戒し、手放しでゼネストに賛成という訳ではなかった。後に首相となるクレメント・アトリーも、労働者階級の政治的要求はゼネストでなく議会を通して達成されるべきものと考えており、1926年のゼネストを否定的に見ていた。
ゼネストが終結するとボールドウィン内閣は、同情ストを非合法化し、労働組合からの政治献金の規則を定めた労働争議及び労働組合法を制定した。これにより労働党への政治献金が大きく減少した。

### 1929年イギリス総選挙の動向

1929年イギリス総選挙後の党派別議席割合。青が保守党、赤が労働党、黄が自由党。いずれの政党も過半数を制しておらず、第三党の自由党がキャスティング・ボートを握った。

1924年の総選挙から5年が経過し、1929年5月に庶民院総選挙が行われることになった（1929年イギリス総選挙）。ボールドウィン内閣は1928年に選挙法を改正し、21歳以上の全ての女性に選挙権が認めたため、1929年総選挙は、イギリス初の男女平等選挙権が認められた上での選挙となった。
労働党はジノヴィエフ書簡の件などで政権担当能力を疑問視されていたこともあり、党首マクドナルドは慎重を期すことにし、政権獲得時に実行する政策（マニフェスト）を明言しなかった。自由党のロイド・ジョージは積極的な公共事業を行うことで雇用を創出し、失業者対策とすることを訴えた。これは経済学者ジョン・メイナード・ケインズの学識を踏まえたもので、ロイド・ジョージは自身の政策を『我々は失業を克服できる（We Can Conquer Unemployment）』と題した書物にまとめて、刊行した。政策の革新性・社会主義性では、労働党よりも自由党の方が上回っていた。一方与党の保守党は「安全第一（Safety First）」を選挙スローガンとして掲げた。ボールドウィンは成功するか分からない社会改良政策を掲げる自由党や労働党を批判し、保守政権の維持・継続を主張した。
この選挙では共産党候補が活発に選挙活動を行った。1928年のソ連のコミンテルン世界大会で「階級対階級」なる決議が採択され、穏健左派の社会民主主義勢力が資本主義体制を存続させているとして、各国の共産党に社会民主主義者を打倒するよう呼びかけた。それを受けて1929年イギリス総選挙ではソ連の影響下にある（と思われる）共産党候補が多数立候補し、労働党を攻撃した。イギリス共産党は結党以来、労働党と対立関係にあった。マクドナルドは、共産党について「ソ連からの指令を無条件に受け入れる、身も心も売り渡した人々の集まり」と非難した。(労働組合について共産党の影響下にある国もあるが)イギリスでは、労働組合は労働党の影響下にあり、イギリスにおいては、共産党は外来の存在とみなされていた。
選挙の結果、労働党が第一党、保守党が第二党、自由党が第三党となった。1923年の総選挙と同じくいずれの政党も庶民院の過半数を制することができず、第三党の自由党がキャスティング・ボートを握る形となった。第一党の労働党の党首マクドナルドを首班とする第二次マクドナルド内閣が発足した。

### 第二次マクドナルド内閣の発足

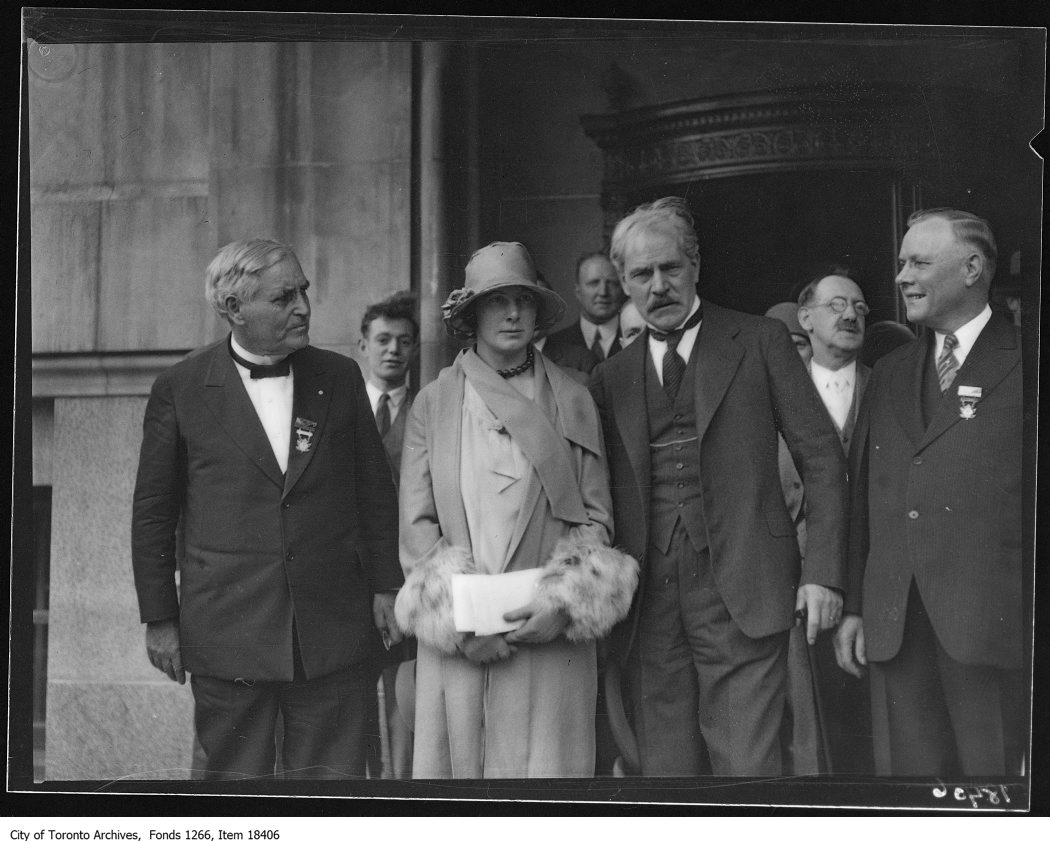
アメリカ労働総同盟の元を訪れたマクドナルド（前列の右から2番目の人物）。

国王から首相に任命されたマクドナルドは組閣に取りかかった。閣僚は第一次内閣の際とほぼ同じ顔ぶれであり、新顔はハーバート・モリソンなどごく少数であった。労働大臣に就いたマーガレット・ボンドフィールドはイギリス初の女性閣僚となった。
第二次マクドナルド内閣は外交政策に力を入れた。首相マクドナルドは訪米してハーバート・フーヴァー大統領と会見し、英米の友好関係の維持を図った。また前ボールドウィン保守党政権下で断絶していたソ連との国交を回復させた。またロンドン海軍軍縮会議を主宰し、各国の軍縮を呼び掛けた。外相のアーサー・ヘンダーソンは軍縮や各国平和に貢献したとしてノーベル平和賞を受賞した。インド問題では、インド自治を容認する意向を示し、マハトマ・ガンディーと会談した。

#### 世界恐慌をめぐって
内政では世界恐慌の対応に追われた。1929年10月24日にアメリカの株式市場の暴落があり（ウォール街大暴落）、世界恐慌が発生したが、アメリカを市場としていたイギリスの輸出産業は大打撃を受け、1930年にイギリスの失業者は170万人を超えた。
ロイド・ジョージはかねてからの自身の公約であった、公共事業による失業者対策を実施するよう政府に要請したが、マクドナルドは緊縮財政によるインフレの抑制が必要だとして実行しなかった。ロイド・ジョージが大々的な政府批判を行うと、運輸相のモリソンがそれに苦言を呈したが、ロイド・ジョージは「1920年に、私が首相でモリソンやアトリーらがロンドンの市長連であった頃、失業対策を要求するため、首相官邸や私の休暇先まで押し掛けて迷惑を掛けたではないか」と反論した。

#### 1931年内閣危機
国家財政の破綻を防ぐため、マクドナルドは費用がふくらむ失業手当の削減を図ろうとしたが、党内から強い反発を受けた。1931年8月23日夜、マクドナルドは閣議にて「社会のほかの部分に重大な犠牲を求めつつ、失業者だけを特権の地位に残すことは労働党の道徳的威信にかかわる」として失業手当の1割削減を求めた。採決をとると賛成11・反対9と反発する閣僚も多く、また党内の大勢は反対であった。
マクドナルドは政権を取りまとめることは不可能と判断し、同日夜22時に内閣総辞職する旨を国王ジョージ5世に奏上した。しかしジョージ5世は総辞職を認めず、「あなた（マクドナルド）は挙国一致内閣を組閣すべきである。あなたが、この国難に際して政権を投げ出すよりは、むしろ首相の座に留まって、それに対処した方が、あなたの地位と名声を高めるであろう」と述べた。また国王は野党の意見も聞きたいと思い、各党党首に参内を求めた。そのため保守党党首スタンリー・ボールドウィン、自由党党首ハーバート・サミュエルが次々と参内した。ジョージ5世から「マクドナルド挙国一致内閣に参加する意思があるか」と問われると、サミュエルは「三党が協力して危機を乗り切るのが最良」と賛意を示した。
同じ質問をボールドウィンにも投げかけたところ、彼は「現在の危機にあたって国に奉仕するためにどのようなことでも行う用意があります」と奉答した。またボールドウィンは「マクドナルド氏が首相を辞すことに固執するのであれば、自身が内閣を組閣する用意があります」とも述べた。
明けて24日午前10時、ジョージ5世はバッキンガム宮殿で三党の党首を集めた御前会議を開いた。この席上で、失業手当を1割カットした7,000万ポンドを支出削減する合意が行われ、マクドナルドをそのまま首班とし、彼を支持する労働党の一派（ごく少数）・保守党・自由党による挙国一致内閣が新たに成立した。挙国一致内閣が成立した翌日、ジョージ5世はマクドナルドに手紙を送り、己と党の利害を捨てて国を守ったと賞賛している。
真相は不明な点が多いが、挙国一致内閣の構想について、国王ジョージ5世によって突然提唱された訳ではなく、マクドナルドが前々から計画していたことであったとする説がある。それによれば、マクドナルドは8月23日の総辞職以前から理想論を掲げる労働党主流派を見限っており、労働党内の自身を支持する一派と、他党の協力を支持基盤とする、新たな内閣の組閣を模索していたとされる。この計画を知った保守党党首のボールドウィンは当初、現在のマクドナルド内閣が総辞職するのならば、次は保守党単独内閣を組閣すべきと考えていたが、保守党幹部のネヴィル・チェンバレンが「今は国中が危機的な状況であり、挙国一致内閣の組閣に協力すべき」とボールドウィンに進言し、それを受けて彼は翻意し、マクドナルド挙国一致内閣が成立したのだという。
なお、一連のジョージ5世の行動について、ハーバート・モリソンやハロルド・ラスキは、国王の政治介入であると強く批判した。

#### 挙国一致内閣の成立とマクドナルド裏切り批判

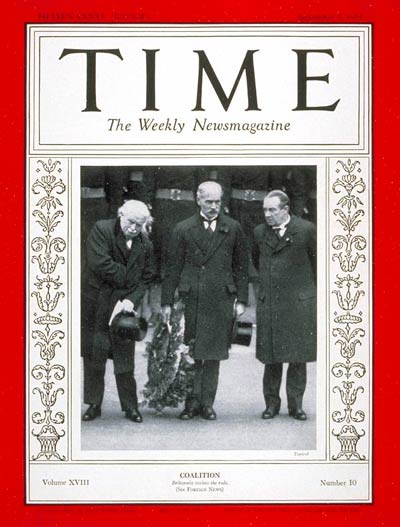
挙国一致内閣の三巨頭。左からロイド・ジョージ（自由党）、マクドナルド（労働党）、ボールドウィン（保守党）。1931年9月7日の『タイム』誌の表紙より。

マクドナルド挙国一致内閣は、国家経済法案（National Economy Act 1931）を提出し、9月29日に法案は庶民院を無事通過した。これにより、7,000万ポンドの失業手当削減益、8,100万ポンドの新課税・国債の償還停止益を、不足する1億7,000万ポンドへ充てることができた。
法案通過に先立つ21日、マクドナルド内閣は、金の海外流出を防ぐべく金本位制の停止を行っている。
挙国一致内閣成立後、マクドナルドは自身を支持する議員一派で国民労働党を旗揚げした。メンバーは盟友のフィリップ・スノーデン大蔵大臣、信頼するジェームズ・ヘンリー・トマス植民地大臣ら15名ほどだったが、マクドナルド本人は自身を支持する議員の少なさに困惑した。マクドナルド個人に対する庶民院での支持基盤の弱さから、挙国一致内閣の主導権は次第に保守党に握られるようになった。
一方で古巣の労働党では、マクドナルド及び彼を支持する一派は除名され、アーサー・ヘンダーソンが労働党党首に再登板した。保守党・自由党に担がれて首相の座に留まるマクドナルドは、労働党主流派の議員からは「党首が党を裏切った」と見なされた。マクドナルドが首相の座に留まった理由について「国難に対処するため、愛国的義務心から首相を続投した」「単に権力欲に取り憑かれていた」など様々な説があるが、彼の胸中は不明である。ただし首相を続投せよという王命とは言え、必ずしもマクドナルドが首相の座に留まる必要性もなく、保守党に政権を移譲しても良かったのでは、との声も少なくなかった。
後に首相となるクレメント・アトリーは、マクドナルドの議員秘書を務めていたが、他の労働党主流派議員と同じく「党首が党を裏切った」と見なした。アトリーは、かつての軍人らしい物言いで「兵士であった人なら必ず知っているように、命令に対する兵士の不服従が正しいとされるのは、上官が敵の側に移った時だけである」と述べ、マクドナルドの「裏切り行為」を非難した。

こうした批判はマクドナルドにこたえたようで、1932年12月の彼の日記には『自分は賢明だったか？多分そうではなかった。しかしそれ以外のことなど不可能だったように思える（Was I wise? Perhaps not, but it seemed as though anything else was impossible）』と綴られているという。

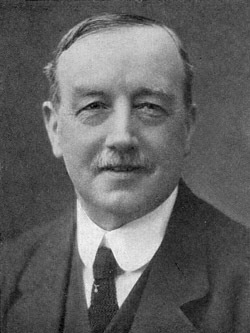
アーサー・ヘンダーソン。マクドナルド除名により労働党党首に再登板した。
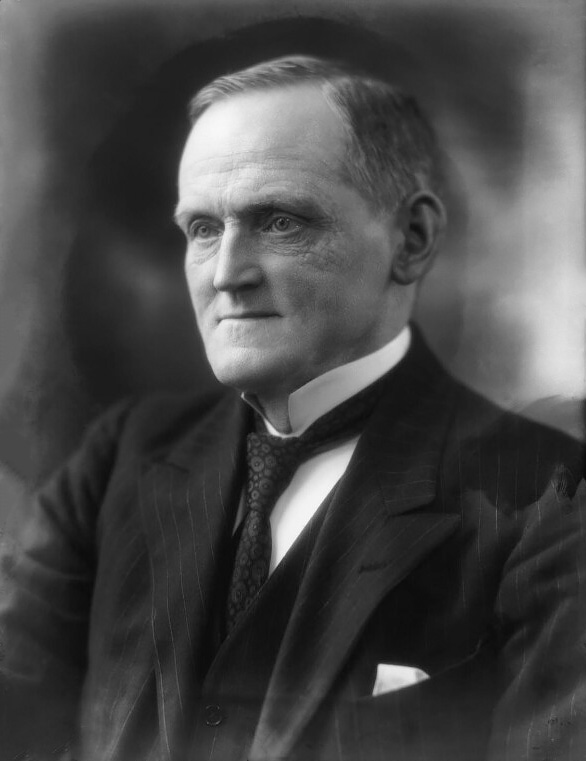
マクドナルドの盟友フィリップ・スノーデン（英語版）蔵相
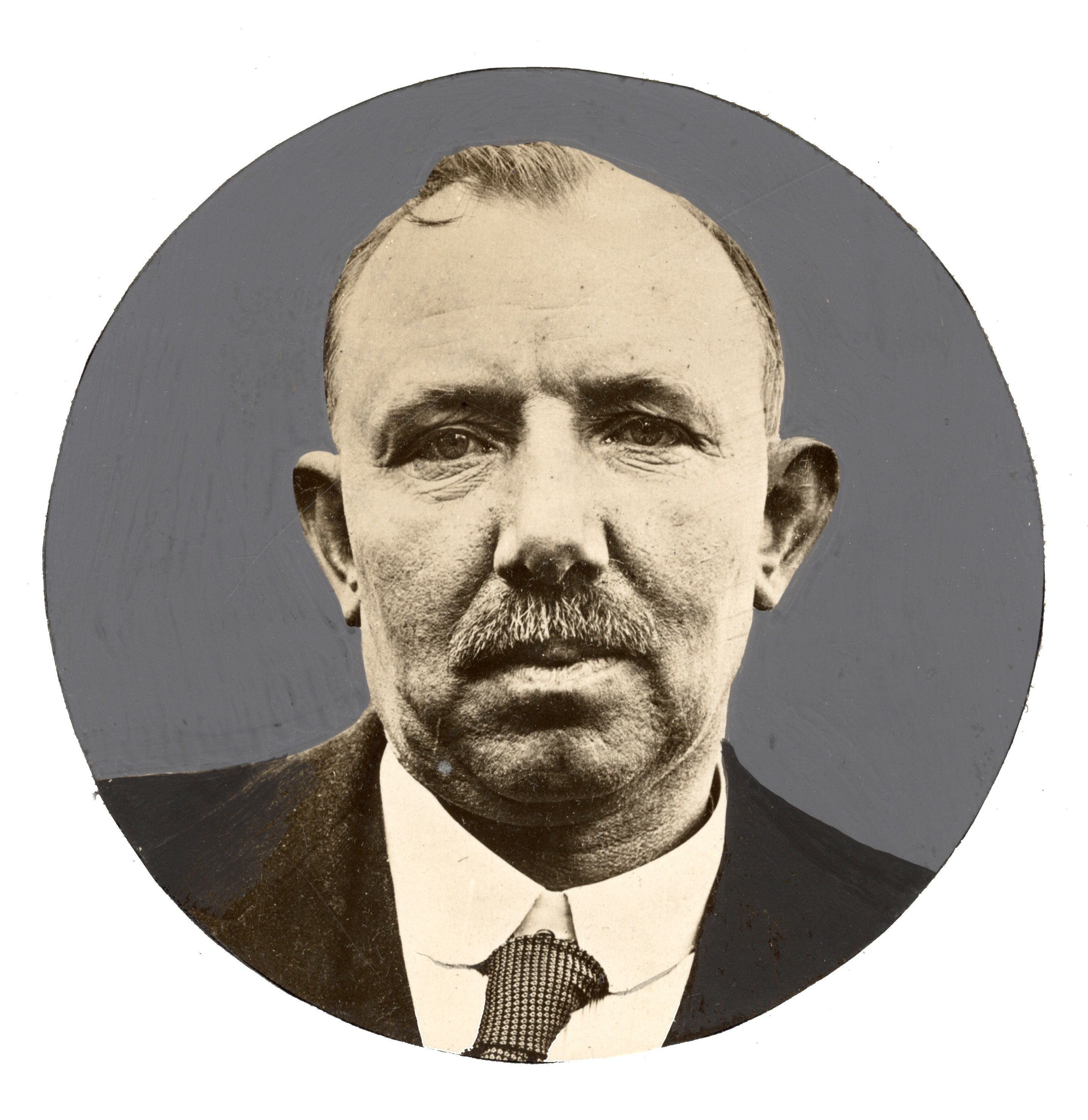
マクドナルドと親しかったジェームズ・ヘンリー・トマス植民地相。

### 1931年庶民院総選挙をめぐって

1931年イギリス総選挙後の党派別議席割合。青が保守党、赤が労働党、濃緑が国民労働党、黄が自由党、水色が国民自由党。労働党（主流派）はこの選挙で大敗し、壊滅の危機に陥った。

保守党の議員連は、世界恐慌への対処として、輸入製品に高関税を課し自国産業を保護する保護貿易への移行が必要であるとして、それを争点にした解散総選挙の早期実施要求と、それを呑むならば、マクドナルドの首相続投を支持するという決議を採択した。首相マクドナルドは、貿易政策について世界恐慌への対処の必要性から、自由貿易から保護貿易へ信条が傾いており、保守党の要求を受け入れることにした。またマクドナルドは、自身を除名した労働党主流派に憤慨しており、庶民院解散にも賛同した。この動きに対し、自由党の事実上の最高指導者であるロイド・ジョージは、庶民院の早期解散に反対した。ロイド・ジョージは、挙国一致内閣（国民政府）が掲げる政策があまりにも保守党寄りであると抗議し、挙国一致内閣に留まり続けようとする自由党をも離党した。カリスマ的指導者であったロイド・ジョージを失った自由党は、挙国一致内閣に留まるか否かで、自由党主流派と国民自由党に分裂した。
挙国一致内閣に参画する政党間での粘り強い交渉の結果、一つの妥協案として、選挙戦は、挙国一致内閣に参画する各政党が共同の政策を掲げて臨むという訳ではなく、各党が独自の政策を掲げて自由行動をとっても良いというのはどうかという提案が保守党のボールドウィンよりなされ、各党がそれを承諾したことで、庶民院解散総選挙の運びとなった。総選挙は10月に行われた（1931年イギリス総選挙）。挙国一致内閣は、（我々がイギリス経済を治療するとして）「医師への委任（doctor's mandate）」をキャッチコピーに掲げた。
選挙戦において、首相マクドナルドは「発狂したボリシェヴィズムに取り憑かれている」と古巣の労働党（主流派）を批判した。対して労働党（主流派）は、国民労働党の候補が擁立されている全ての選挙区に、対立候補を擁立した。保守党は選挙戦で、1929年の選挙戦と同じく「安全第一（Safety First）」を選挙スローガンとして掲げ、保守主義の優位性を主張した。
この選挙では保守党が大勝し、労働党（主流派）は全615議席中52議席しか獲得できず、壊滅の危機に陥った。マクドナルドが創設した国民労働党は、掲げる政策が保守党寄りで、保守党との政策の差異がはっきりしなかったので、党勢は振るわなかった。マクドナルドは、古巣の労働党のあまりの凋落ぶりにも動揺した。それは、労働党が反マクドナルド的姿勢を改めた暁には、（第一次世界大戦の時のように）労働党党首に復帰することを考えていたためである。自由党も、党内内紛のため壊滅の危機に陥っていた。
労働党主流派が惨敗した理由については、以下の指摘がある。まず第一に各選挙区で「労働党主流派の候補」対「挙国一致内閣に参画する政党の候補」の一対一の対立構図になっていたことである。イギリスは単純小選挙区制のため、挙国一致内閣に参画しない労働党主流派候補に対して、挙国一致内閣に参画する政党が各々の候補者を立てると、反労働党主流派の票が分散して不利になるが、保守党は、挙国一致内閣へ参画している政党間での候補者調整を行い、既に他党の候補が擁立されている選挙区への、自党候補の新たな擁立をなるべく避けることにした。ただし自由党は資金不足と党内内紛のため、前回の総選挙よりも擁立候補者数が360名も減少していたほか、マクドナルドが創設した国民労働党は、そもそも議員数が多くなかった（マクドナルドに付き従う者が少なかった）ので、事実上「労働党主流派」対「保守党」の一対一の構図となっていた。第二に労働党主流派の選挙準備不足である。労働党主流派議員は、第二次マクドナルド内閣の総辞職の段階で、保守党に政権が移譲するものと考えており、このような事態になることを予想していなかった。労働党主流派の選挙用ポスターには、マクドナルドの顔写真が掲載されたままのものが多かった。第三に第一次・第二次マクドナルド内閣で、党綱領に掲げられた政策の大半は実行できておらず、労働党に投票した有権者を失望させていたことである。両内閣は、労働党が庶民院の過半数を制していない状態で発足しており、自由党の閣外協力に依存しているという立場上、基幹産業の国有化などの大規模な社会改良政策を実行できずにいた。また世界恐慌発生後にマクドナルドが掲げた政策はあまりにも保守党寄りであったこと、党首のマクドナルドが労働党主流派を事実上離党したこと（「裏切り」と称される行為）も、有権者の労働党主流派への不信を強めた。なお労働党主流派議員の間においては、「マクドナルドの裏切り」が1931年総選挙の惨敗をもたらしたとするのが共通認識となったが、マクドナルドをスケープゴートにして自分たちの問題から目を逸らそうとしたに過ぎないとの指摘もある。

### 挙国一致内閣（1931年-1935年）

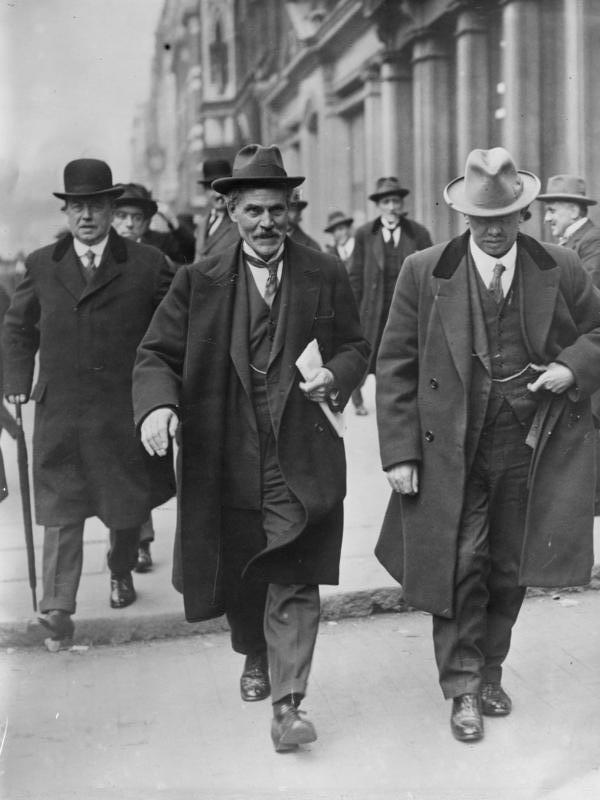
古巣の労働党党首アーサー・ヘンダーソンを尻目に路上を歩くマクドナルド。（1931年）

保守党の術中にはまる形で、労働党と自由党は壊滅した。議会勢力を見れば保守党単独政権になってもおかしくなかったが、マクドナルドを首班とする挙国一致内閣がしばらく維持された。
なお、保守党がマクドナルドを首班に据え続けた理由については、彼が元労働党党首という立場上、労働組合との折衝を上手くやってくれるだろうという思惑があったとされる。またたとえ幻想であっても、各党が協力して挙国一致内閣を構成して国難に対処していると主張し、他党の不満を抑える狙いもあった。なおマクドナルド当人も、第一次内閣を組閣したころから、保守党議員や上流階級者との社交を熱心に行っており、労働党議員や労働階級者と疎遠になりつつあったという指摘もある。
マクドナルド挙国一致内閣は、ウェストミンスター憲章を制定してイギリス連邦を発足させた。また選挙公約で掲げていた保護貿易への移行を図るべく、ボールドウィンの主張していた帝国特恵関税制度を導入し、イギリス植民地圏のブロック経済を構築した。挙国一致内閣による、金本位制の停止やイングランド銀行の金利引き下げ、ポンド相場切り下げなどのチープマネー政策および、ブロック経済の構築等の政策によって、世界恐慌発生時の底部に比べれば、経済回復の兆しが見られるようになった。
マクドナルドによる挙国一致内閣も3年目を越えて1935年に入った。この年はジョージ5世が即位25周年を迎える節目であったため、マクドナルドをはじめとする閣僚らは国王に記念式典の開催を提案した。国王はこれを了承し、5月6日、国王在位25年記念式典が盛大に執り行われた。
式典からわずか10日後の6月7日、マクドナルドは病気を理由に首相を辞した。

### 晩年

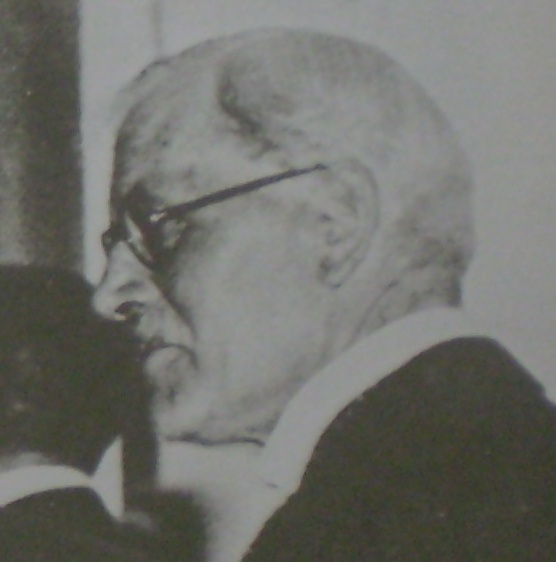
晩年のマクドナルド（1933年）

保守党党首のボールドウィンが新たな挙国一致内閣（実質的には保守党単独内閣）を発足させると、マクドナルドは枢密院議長に就任した。マクドナルドびいきのジョージ5世は退陣にあたって、「貴兄が指導者となって、この国家という名の船の舵取りを実に巧みに行ってくれたからこそ、より穏やかな海へ向かうことができたのだ」と感謝を綴った手紙を送っている。
年が明けた1936年1月20日深夜、親しかったジョージ5世がサンドリンガム・ハウスで崩御した。同日、摂政会議（緊急時に国王の国務を代行する合議体）を設けるため、枢密院議長のマクドナルドもサンドリンガム入りしており、崩御直前の国王にまみえている。
前国王ジョージ5世とは親しかったマクドナルドだが、その息子エドワード8世に対しては批判的に見ていた。即位したエドワード8世は政治的な発言を繰り返したが、マクドナルドは「こんな脱線行為はやめさせるべきだ。これらは政治への介入である」と批判した。またエドワード8世はウォリス・シンプソン夫人との結婚を望んで退位問題を引き起こしたが、マクドナルドもボールドウィン首相の求めに応じて退位問題の閣議（主要閣僚5人のみで行った秘密討議）に参加した。その際、マクドナルドは国王に味方して蠢動するウィンストン・チャーチルを警戒していたという。
1937年5月、ボールドウィン内閣の退陣に伴い、枢密院議長を辞任した。マクドナルドは生涯のうち、ジョージ5世、ボールドウィン、ネヴィル・チェンバレンから貴族に叙する内示を受けたが、いずれも断っている。
その年の11月、マクドナルドは娘シーラとオーシャン・ライナー「レイナ・デル・パシフィコ」に乗り、南米訪問の旅に出た。9日、デッキ輪投げゲームに興じた直後、マクドナルドは心不全を起こして急死した。71歳だった。

軽巡洋艦アポロにて本国へと運ばれ、ウェストミンスター寺院での葬儀後、生まれ故郷のマレー湾を見下ろすスピニー教会に埋葬された。

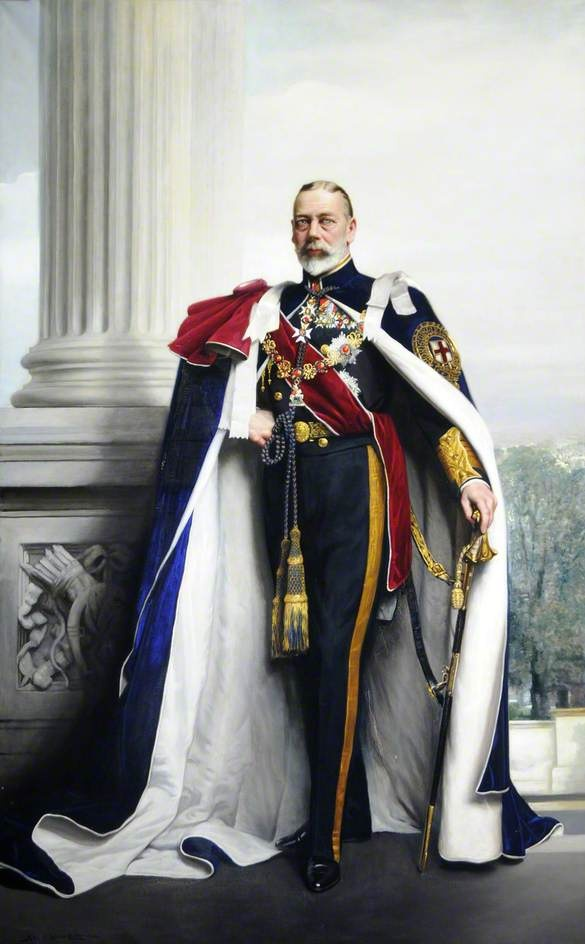
晩年の国王ジョージ5世（1934年）
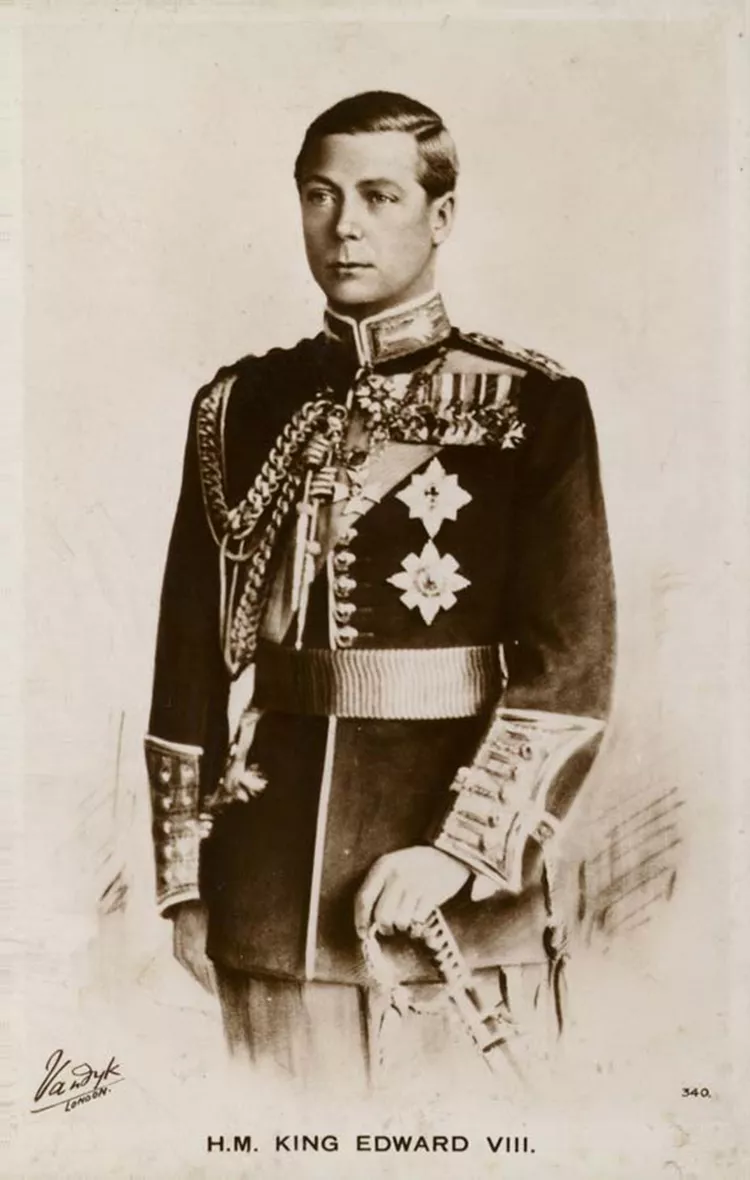
ジョージ5世崩御により即位したエドワード8世。1年で退位した。
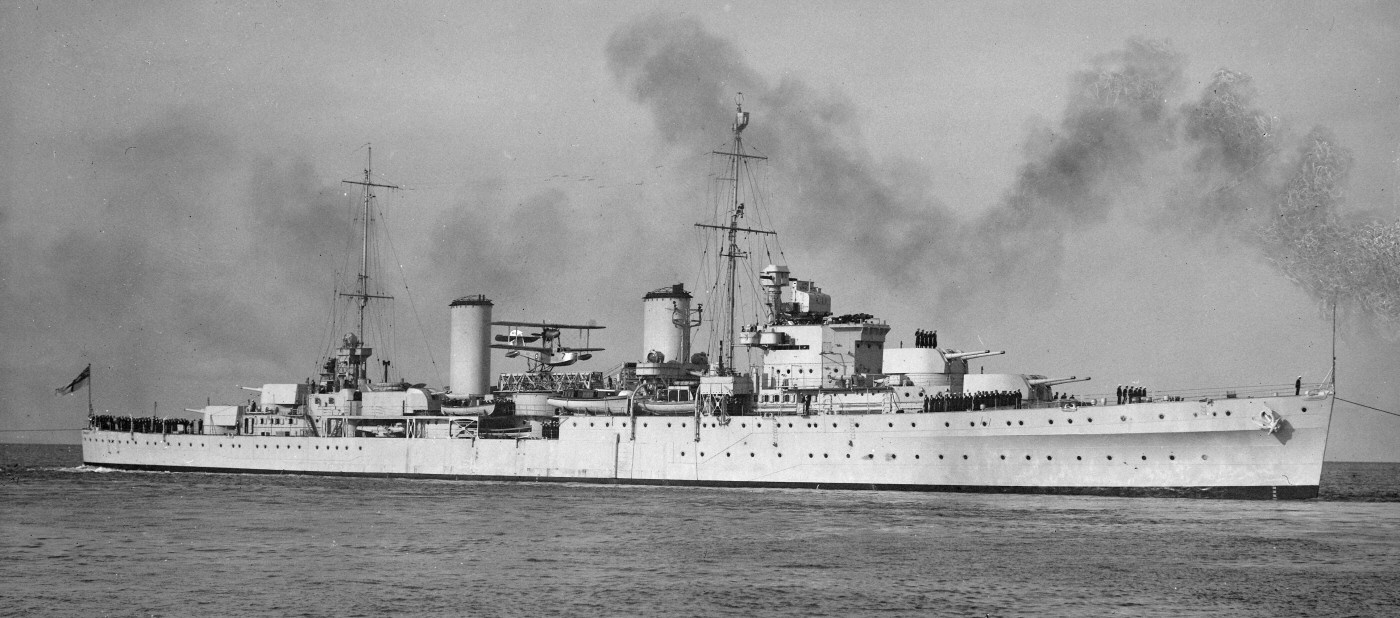
リアンダー級軽巡洋艦アポロ（のちホバート）。マクドナルドの遺体をイギリスに運んだ。
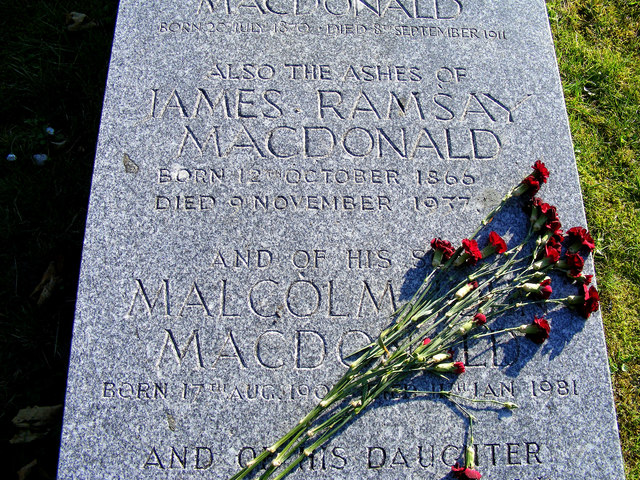
スピニー教会（英語版）にあるマクドナルドの墓碑。

## 人物・評価

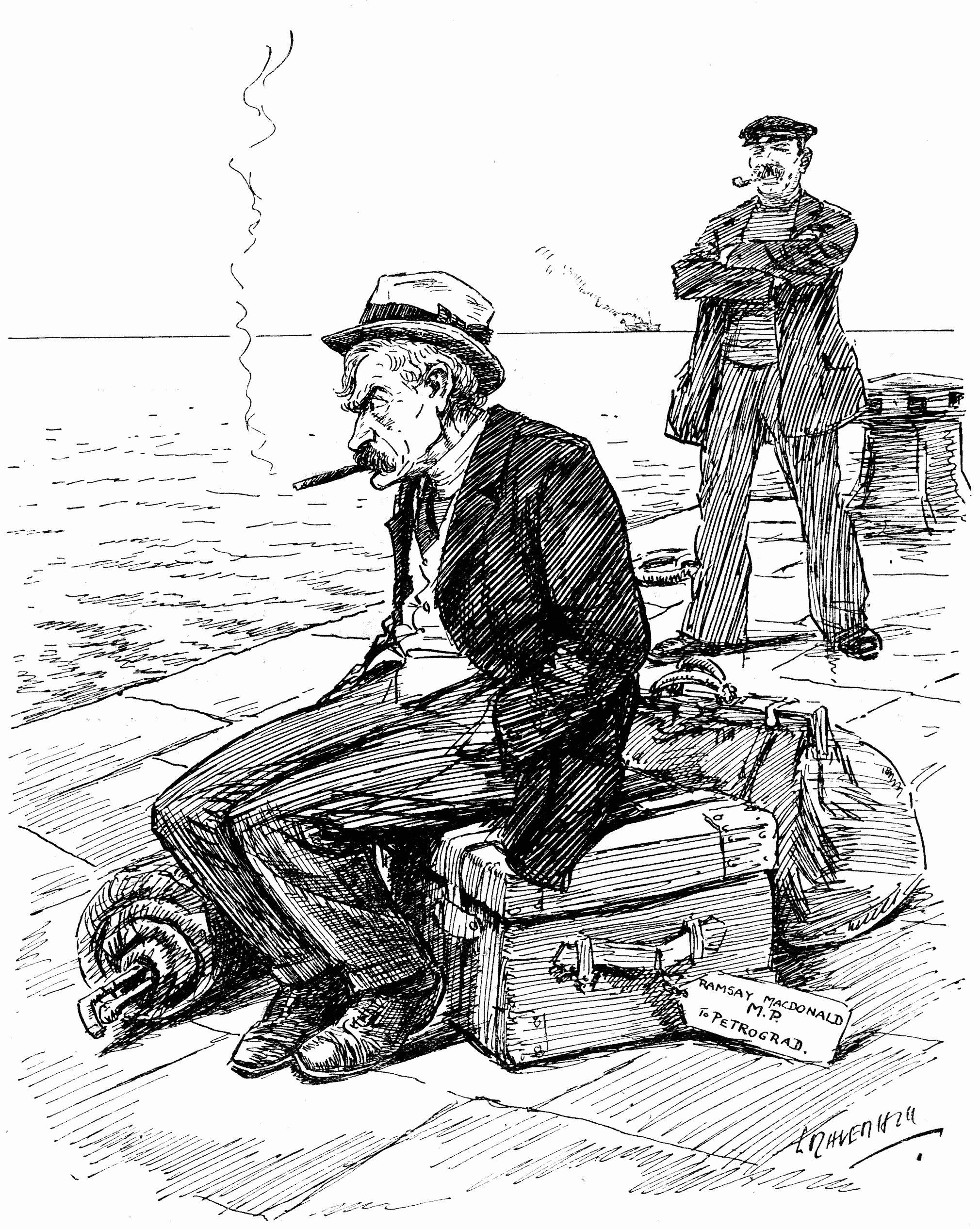
平和主義者マクドナルドを風刺したカリカチュア。（1917年・パンチ誌）

マクドナルドはいわゆるカリスマ型の指導者で、周囲の反対を受けても自らの政治信条を強行に貫こうとする人物であった。マクドナルドは首相の座に就き、第一次内閣・第二次内閣・挙国一致内閣を組閣したが、その政権運営についてベアトリス・ウェッブは、「政権はマクドナルドの独り舞台（いわゆる劇場型政治）であった」と述べ、人となりについては「危機をつくり、演出し、主役となる人（author, producer and principal actor of the crisis）」と辛辣に評する。
マクドナルドは平和主義者で、軍縮が平和をもたらすと考えていた。彼は、戦争について「戦争は人殺しだというが、そうではない。戦争とは自殺だ。（We hear war called murder. It is not: it is suicide.）」と語っている。マクドナルドは「我々は戦争を遂行するリスクを取るくらいなら、平和を獲得するリスクを取るべきではないか」との主張を繰り返した。マクドナルドは平和を追求した高尚な人物との評価がある一方で、単なる人気取りのためのパフォーマンスにすぎなかったとする辛辣な評価もある。
マクドナルドは他の労働党党首とは異なり、労働組合との距離を置いていた。挙国一致内閣組閣によるマクドナルドの労働党除名騒動の原因について、英最大の労働組合である運輸一般労働組合の書記長アーネスト・ベヴィンは、労働組合と距離を取るマクドナルドが党首に就き、彼が労働組合（労働者階級）の意向を汲まず独自行動を取ったためと見なした。また労働党党首に権限が集中していたことが、マクドナルドのようなカリスマ指導者を生んだとも見なした。マクドナルド除名後は、ベヴィン率いる労働組合が、積極的に労働党の党政に関与するようになった。
クレメント・アトリーは、マクドナルドの労働党除名騒動を回想して「労働党の分裂などなく、樹木の頂点から2・3枚の葉っぱ、すなわち数人の寄生していた者（マクドナルド及びその一派）が散ったに過ぎない」と自伝に著し、マクドナルドに手厳しい評価を下している。

### ジョージ5世との関係
マクドナルドと国王ジョージ5世は性格が合い、国王が手紙で励ますこともしばしばだった。二人は、第一次政権の大命降下の際、一時間ほど会見を行ったが、その第一印象はきわめて良かったという。1931年の挙国一致内閣成立後も、傷心のマクドナルドを慰める手紙を送っており、また、1935年の挙国一致内閣退陣時にも懇ろに感謝を伝える手紙を綴っている。
ジョージ5世はマクドナルドを政敵の攻撃から救ったこともある。マクドナルドの元・盟友フィリップ・スノーデンが首相批判を新聞に寄稿したが、その記事にはマクドナルドが首相別邸の砂丘上で横たわるだらしのない写真が一緒に載せられていた。写真に不快感を抱いたジョージ5世は、スノーデンに写真掲載を再考するよう求め、スノーデンも「このような無礼な写真が載るとは知らなかった」と弁明するしかなかった。

## 私生活
1896年11月、マーガレット・グラッドストンと結婚して、6人の子供をもうけた。次男にマルコム（1901年 - 1981年、労働党の政治家。植民地大臣、保健大臣を歴任）、娘にイシュベル（1903年 - 1982年）、シーラ（1910年 - 1994年）がいる。

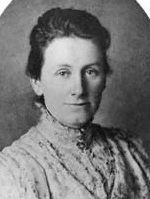
妻マーガレット・グラッドストン（英語版）
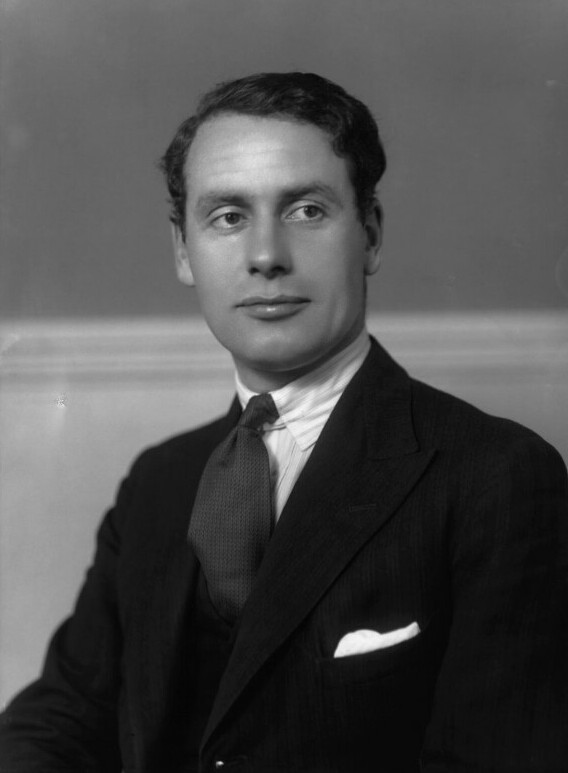
次男マルコム（英語版）。労働党の政治家。閣僚職を歴任した。
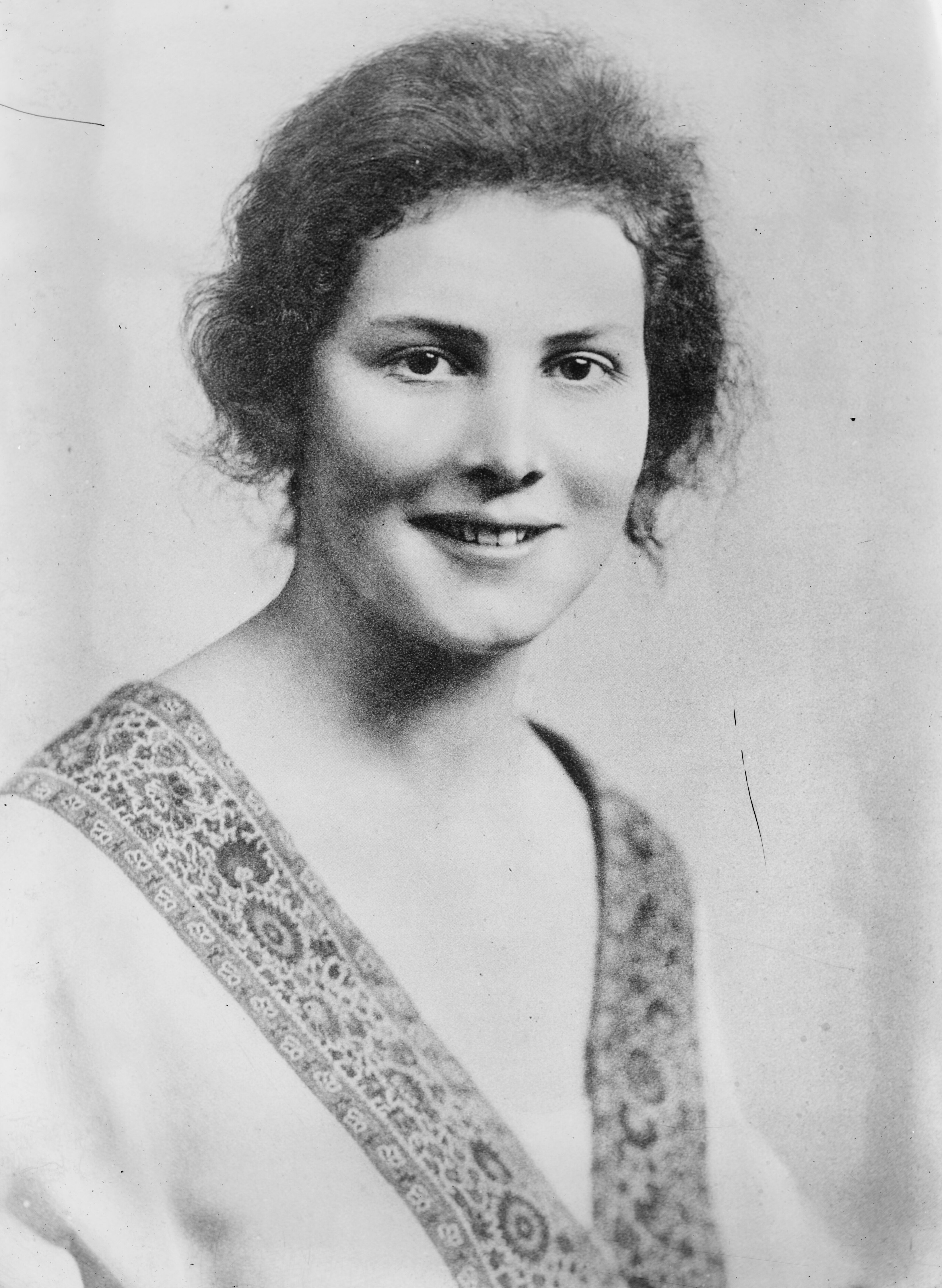
娘イシュベル（英語版）
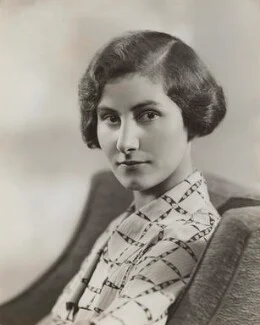
娘シーラ（英語版）

1911年にマーガレットと死別後、詩人マーガレット・サックヴィル、ジャーナリストのメアリー・ハミルトン、資産家マーサ・ビベスコ、貴族のロンドンデリー侯爵夫人エディスらと浮き名を流したが、結婚には至らなかった。

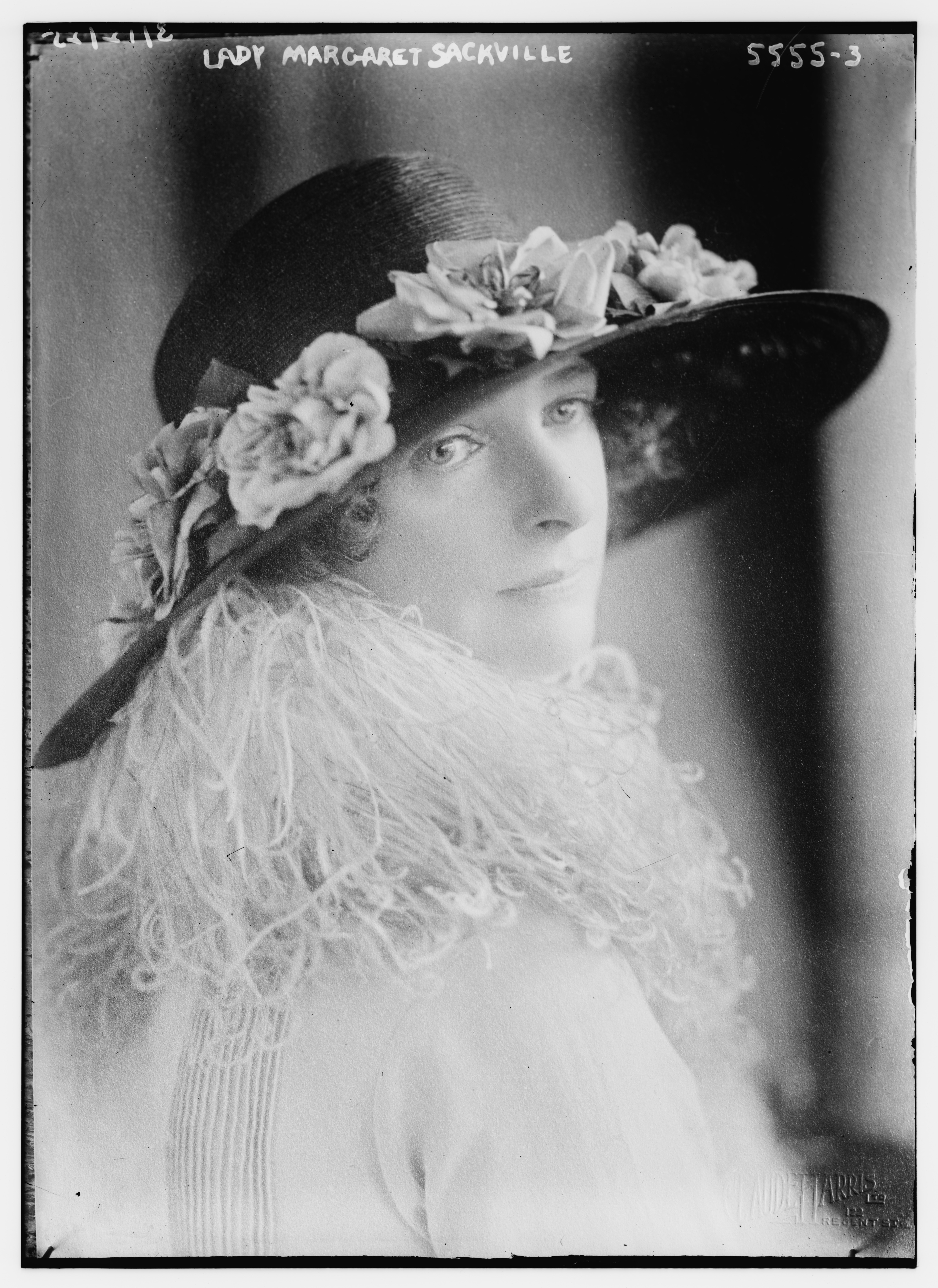
詩人マーガレット・サックヴィル（英語版）
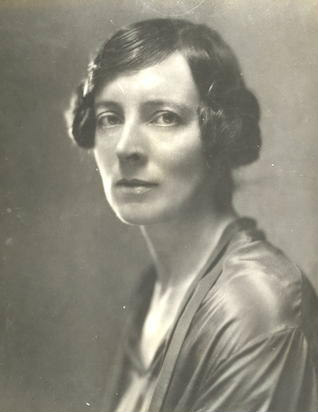
ジャーナリストのメアリー・ハミルトン（英語版）
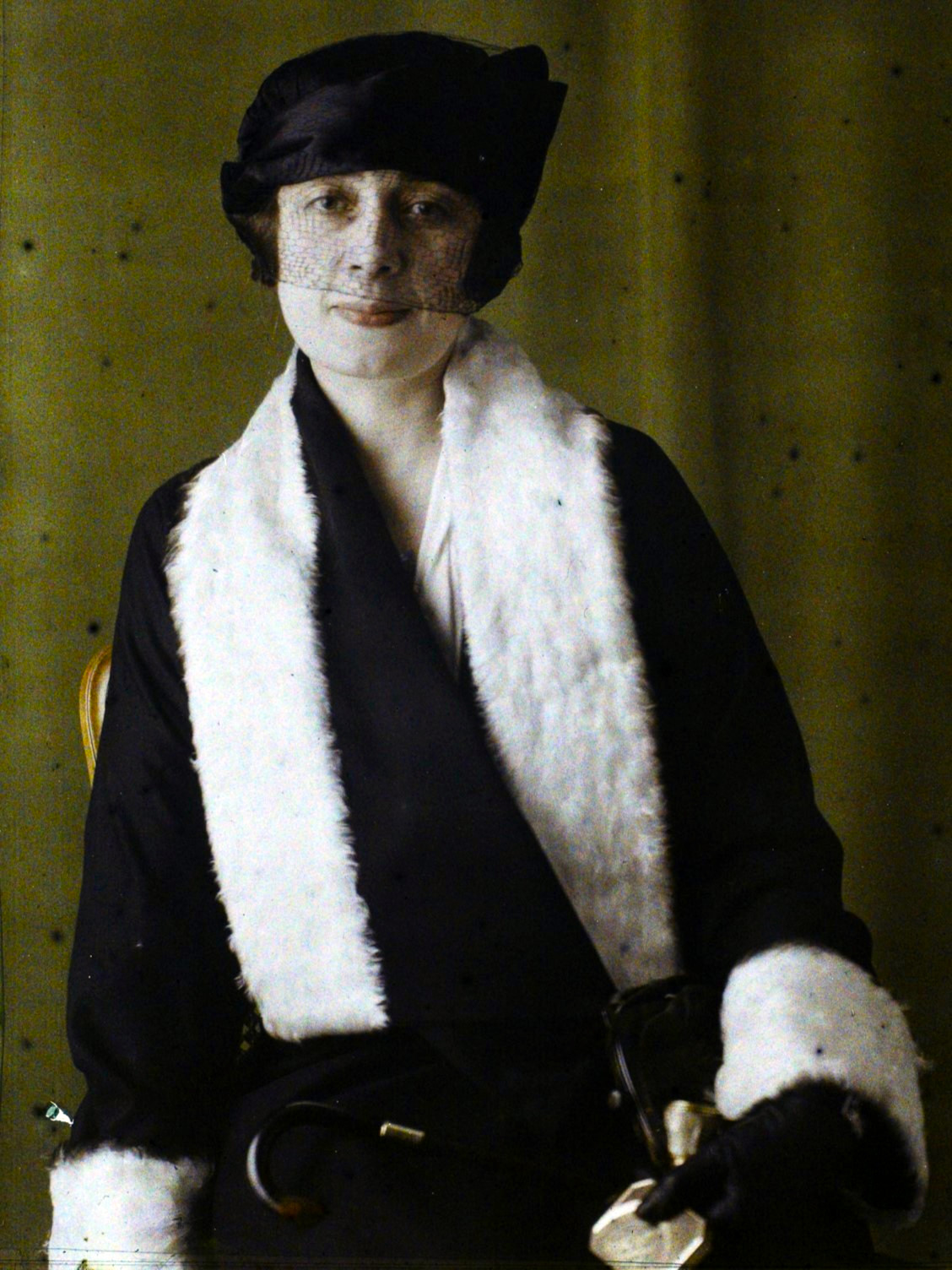
資産家マーサ・ビベスコ（英語版）
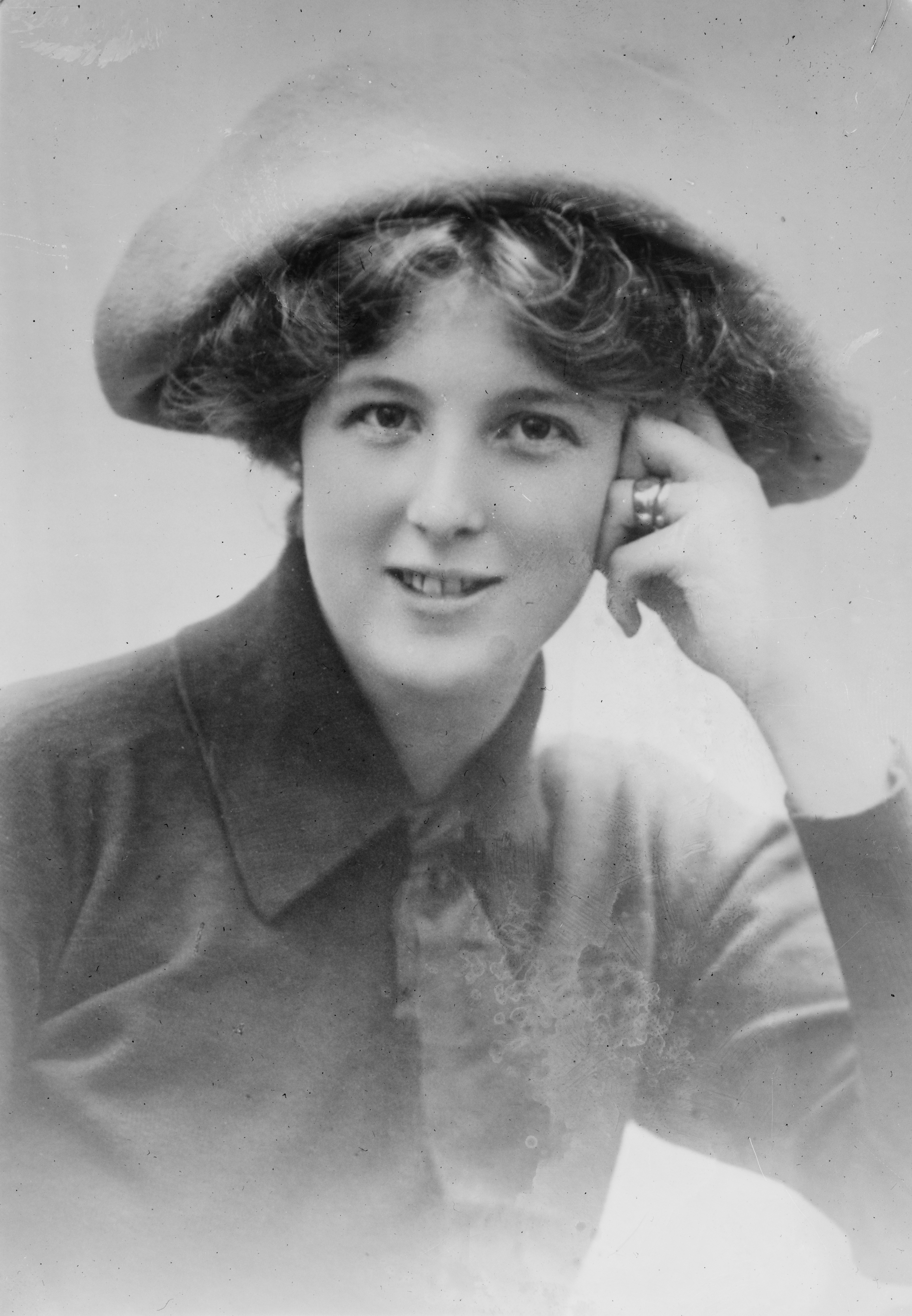
ロンドンデリー侯爵夫人エディス・ヴェイン=テンペスト=ステュワート（英語版）